# Nasavsko
Nasavsko (německy Nassau) je historické území v Německu, rozdělené dnes mezi spolkové země Hesensko, Porýní-Falc, respektive i Severní Porýní-Vestfálsko (část Nasavska kolem Siegenu připojená po roce 1815 k Prusku). Nasavsko existovalo jako politický celek v letech 1125 až 1866, přičemž v letech 1052 až 1576 bylo rodovým hrabstvím. Od roku 1255 bylo většinou rozděleno na více částí, které se různě spojovaly a dělily. Tyto zbylé části se v roce 1806 na Napoleonův příkaz sjednotily v jednotné vévodství Nasavsko. To bylo ale jako spojenec Rakouska roku 1866 anektováno Pruskem a v jeho rámci začleněno do provincie Hesensko-Nasavsko (kterou tvořilo dále bývalé svobodné město Frankfurt nad Mohanem a Hesensko-Kasselsko).

## Historické státy
- Nasavské (okněžněné) hrabství (1125–1806),
které se rozpadávalo na menší celky:
  -  Nasavsko-Weilburg (1344–1806)
  -  Nasavsko-Usingen (1659–1806)
  -  Oranžsko-nasavské knížectví
  -  Nasavsko-Saarbrücken (1381–1797)
  - atd.
- Nasavské vévodství (1806–1866)
- Provincie Hesensko-Nasavsko (1868–1944)
- Provincie Nasavsko (1944–1945)

V současnosti je bývalé Nasavsko rozděleno mezi spolkové země Hesensko a Porýní-Falc.

## Galerie

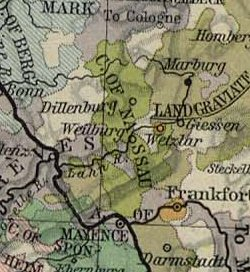
Nasavské hrabství roku 1547
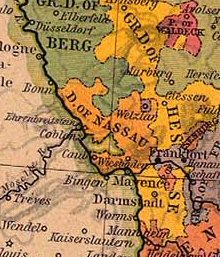
Nasavské vévodství roku 1812
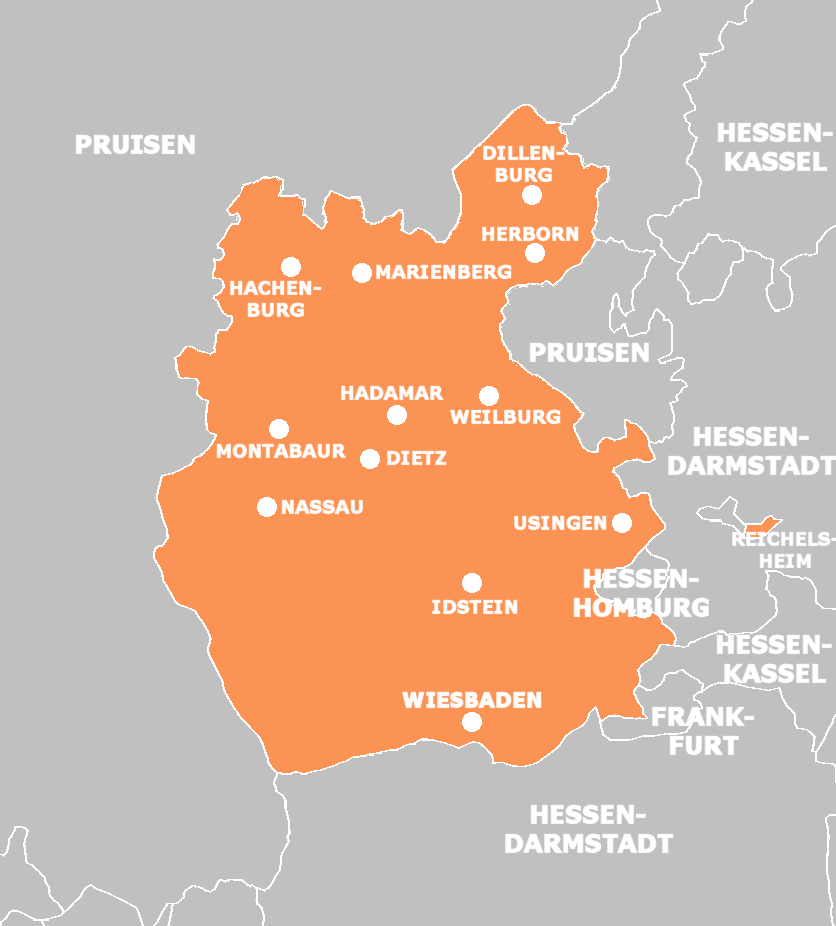
Nasavské vévodství roku 1848